# 無線感測網路

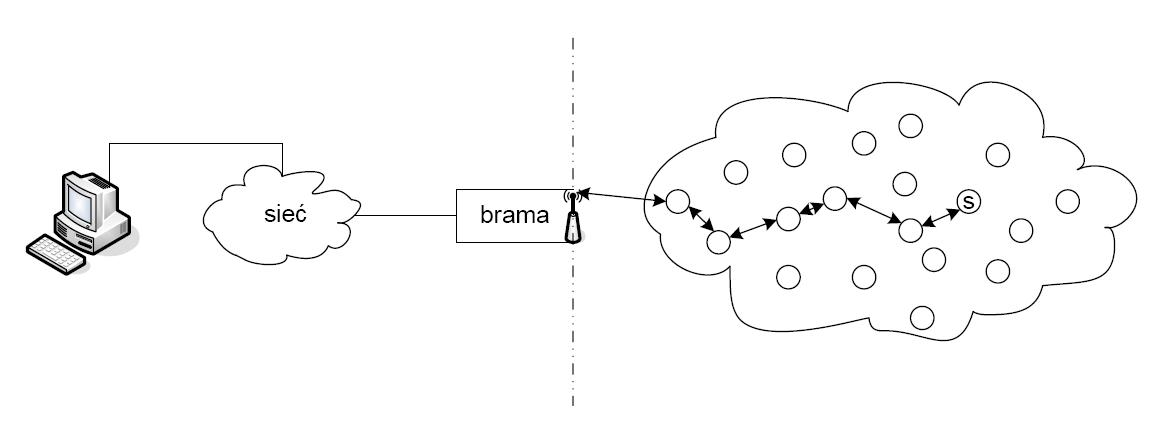
一个典型的WSN拓扑图

無線感測網路（英語：Wireless sensor network），或譯無線感知網路，无线传感器网络，是由许多在空间中分布的自动装置组成的一种無線通訊计算机网络，这些装置使用传感器协作地监控不同位置的物理或环境状况（比如温度、声音、振动、压力、运动或污染物）。无线传感器网络的发展最初起源于战场监测等军事应用。而现今无线传感器网络被应用于很多民用领域，如环境与生态监测、健康监护、家居自动化以及交通控制等。
無線感測網路的每个节点除配备了一个或多个传感器之外，还装备了一个无线电收发器、一个很小的微控制器和一个能源（通常为电池）。单个传感器节点的尺寸大到一个太空穿梭機，小到一粒尘埃。传感器节点的成本也是不定的，从几百美元到几美分，这取决于传感器网络的规模以及单个传感器节点所需的复杂度。传感器节点尺寸与复杂度的限制决定了能量、存储、计算速度与带宽的受限。
在计算机科学领域，無線感測網路是一个研究热点，每年都会召开很多的研讨会和国际会议。
無線感測網路主要包括三个方面：感应，通讯，计算（硬件，软件，算法）。其中的关键技术主要有无线数据库技术，比如使用在无线传感器网络的查询，和用于和其他传感器通讯的网络技术，特别是多次跳跃路由协议。例如摩托罗拉使用在家庭控制系统中的ZigBee无线协议。

## 应用
無線感測網路有着许多不同的应用。在工业界和商业界中，它用于监测数据，而如果使用有线传感器，则成本较高且实现起来困难。无线传感器可以长期放置在荒芜的地区，用于监测环境变量，而不需要将他们重新充电再放回去。
無線感測網路的应用包括影像监视，交通监视，航空交通控制，机器人学，汽车，家居健康监测和工业自动化在环境监控中一个典型的应用就是感測網（Sensor Web，或SW）。最近，传感器网络是用来监视有效利用电力。

## 相关资料
- 感測網
- 智能微塵
- TinyOS
- Contiki

## 外部連結
- Akyildiz, I.F., W. Su, Y. Sankarasubramaniam, E. Cayirci, "A Survey on Sensor Networks", IEEE Communications Magazine, August, 102–114 (2002). PDF version （页面存档备份，存于）
- Chee-Yee Chong; Kumar, S.P., "Sensor networks: Evolution, opportunities, and challenges," Proc. IEEE,August 2003. (PDF version （页面存档备份，存于） )
- Lecture on sensor networks （页面存档备份，存于）
- OGC Standards work for web accessible sensor networks
- Textbook on sensor networks under the GNU FDL （页面存档备份，存于）
- TECO Particle Web Site （页面存档备份，存于） .
- BiSNET: Biologically-inspired architecture for Sensor NETworks Web Site.
- ZigbeeMania Resource site for sensor networks built on top of Zigbee and 802.15.4. Contains resources on Zigbee and 802.15.4, applications examples and links to Zigbee solution providers
- Global Sensor Network （页面存档备份，存于）  Middleware for Sensor Networks